# Gommiswald
Gommiswald – miejscowość i gmina we wschodniej Szwajcarii, w kantonie St. Gallen, w okręgu See-Gaster. 1 stycznia 2013 do gminy przyłączono gminy Rieden i Ernetschwil.

## Demografia
W Gommiswaldzie mieszkają 5564 osoby. W 2022 roku 14% populacji gminy stanowiły osoby urodzone poza Szwajcarią. 

## Transport
Przez teren gminy przebiegają drogi główne nr 8, nr 390 i nr 427.